# Batalla del Frígido
La batalla del Frígido, también llamada la batalla del río Frígido, se libró entre el 5 y el 6 de septiembre de 394 entre el ejército del emperador oriental Teodosio I y el ejército del usurpador Eugenio. 
La derrota de Eugenio y de su comandante, el magister militum franco Arbogastes, puso al Imperio entero en las manos de un solo emperador por última vez en la historia. La batalla era la última tentativa de disputar la cristianización del Imperio y su resultado decidió el destino del cristianismo en el Imperio occidental.

## Antecedentes
El Senado romano, mayoritariamente pagano, se había ido enfrentando con los emperadores cristianos tanto en Constantinopla como Milán durante más de dos generaciones, desde que Constantino I reconociera la fe cristiana y Teodosio I el Grande la convirtiera en la religión oficial del Estado. Los senadores enviaron cartas y defendieron una vuelta al paganismo, a menudo alegando la protección y la buena fortuna que los viejos dioses romanos habían concedido a Roma desde sus principios como ciudad-estado. Por su parte, los emperadores cristianos acentuaron la primacía del cristianismo, aunque no todos en la misma medida. Este choque entre las dos religiones principales del mundo romano era en su mayor parte una discusión académica, sin amenazas de sublevaciones armadas.
El 15 de mayo de 392, el emperador occidental Valentiniano II fue encontrado ahorcado en su residencia de Vienne, Galia. Valentiniano, que en su época había demostrado un cierto favoritismo por el arrianismo, había continuado la política imperial de suprimir los restos paganos para favorecer los intereses cristianos. Esta política había dado lugar a tensiones crecientes entre el emperador y los senadores paganos. 
Cuando el emperador oriental Teodosio oyó las noticias de la muerte de Valentiniano II, Arbogastes, que era magister militum y ejercía el poder de facto del magister del Imperio occidental, le informó que el joven emperador se había suicidado.
Las tensiones entre las dos mitades del imperio crecieron durante el verano. Arbogastes hizo varias tentativas de dialogar con Teodosio, pero al parecer sin éxito y solo llegando a los oídos del prefecto del pretorio oriental Rufino. Las respuestas que Arbogastes recibió de Rufino eran inútiles. El propio Teodosio tenía la creencia cada vez mayor de que Valentiniano había sido asesinado, en gran parte porque convencieron a su esposa Gala de que la muerte de su hermano fue causada por traición.
Por su parte, Arbogastes tenía pocos amigos en la corte oriental. Su principal aliado era su tío Ricomero, pero este se encontraba gravemente enfermo. Parecía cada vez más probable que en cualquier momento Teodosio se decidiría a declararle la guerra a Arbogastes, por lo que éste decidió hacer el primer movimiento.
El 22 de agosto de ese año, Arbogastes elevó a Flavio Eugenio, magister scriniorum de la corte imperial occidental, a la púrpura. Eugenio era un erudito muy respetado en retórica y un aspirante mejor al trono que el propio Arbogastes. Su ascensión fue apoyada por muchos de los miembros paganos del senado romano. Sin embargo, algunos senadores, principalmente Quinto Aurelio Símaco, estaban inquietos por este hecho.

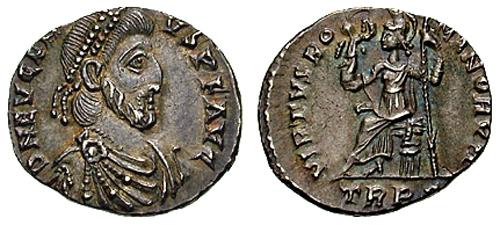
Efigie de Eugenio en una moneda. El gobernante de Occidente cayó prisionero después de la batalla, fue ejecutado y su cabeza paseada por el campamento de Teodosio.

Después de su elevación a emperador, Eugenio situó a varios senadores paganos importantes en los puestos clave del gobierno occidental. También apoyó un movimiento pagano, concediéndole reconocimiento oficial y restaurando importantes templos paganos, tales como el Altar de la Victoria y el Templo de Venus y Roma. Estas acciones se ganaron las críticas de Ambrosio contra Eugenio e hicieron poco para enderezar las relaciones con Teodosio. 
Como cristiano, Teodosio se encolerizó con el renacimiento pagano que ocurría bajo el reinado de Eugenio. Además estaba la muerte de Valentiniano, que no había sido resuelta. Por si fuera poco, Eugenio había quitado a todos los oficiales civiles designados por Teodosio cuando él había dado la mitad occidental del imperio a Valentiniano II, de modo que había perdido el control del Imperio romano occidental.
Cuando una embajada occidental llegó a Constantinopla para solicitar que Eugenio fuese reconocido como el Augusto occidental, Teodosio se mantuvo neutral, aunque los recibió con presentes y promesas vagas. No está claro si se había decidido ya por una ofensiva contra Eugenio y Arbogastes. Sin embargo, después de declarar a su hijo de dos años Honorio como el emperador de Occidente en enero de 393, Teodosio finalmente resolvió invadir el oeste.

## Preparativos de Teodosio
Durante el año y medio siguiente, Teodosio formó sus fuerzas para la invasión. Los ejércitos orientales se encontraban muy debilitados desde la muerte del emperador Valente y la mayor parte de sus hombres en la batalla de Adrianópolis, y correspondió a los generales Estilicón y Timasio volver a implantar la disciplina al resto de las legiones romanas y reunir fuerzas entre las reservas y reclutamientos. 
Al mismo tiempo enviaron a otro de los consejeros de Teodosio, el eunuco Eutropio, para buscar el consejo y la sabiduría de un anciano monje cristiano en la ciudad egipcia de Licópolis. Según el relato de la reunión descrito por Claudiano y Sozomeno, el viejo monje profetizó que Teodosio alcanzaría una victoria costosa pero decisiva sobre Eugenio y Arbogastes. 
El ejército oriental se encontraba acampado al oeste de Constantinopla en mayo de 394. Las legiones fueron reforzadas por numerosos auxiliares bárbaros, entre ellos alrededor de 20 000 visigodos federates y fuerzas adicionales de Hispania y Siria. El propio Teodosio en persona condujo al ejército, y entre sus comandantes estaban sus generales Estilicón, Timasio y Bacurio, y el rey de los visigodos Alarico.
Su avance hacia Panonia y los Alpes Julianos no encontró oposición, y Teodosio y sus oficiales tuvieron sospechas de la gran facilidad para avanzar cuando a continuación descubrieron que estaban en los extremos orientales de los pasos de montaña. Arbogastes consideró, basándose en sus experiencias de cuando luchaba contra el usurpador Magno Máximo en Galia, que la mejor estrategia era mantener sus fuerzas unidas para defender Italia misma, y a tal efecto dejó los pasos alpinos sin vigilar. Las fuerzas de Arbogastes consistían principalmente en fuerzas francas y galo-romanas, más sus propios auxiliares godos. 
Gracias a la estrategia de Arbogastes de mantener una sola fuerza, relativamente cohesionada, el ejército teodosiano logró pasar sin pérdidas a través de las montañas y descendió hasta el valle del río Frigidus cercano a Aquilea. Estaba en esta región montañosa cuando se lanzaron sobre el campamento del ejército occidental en un paso cerca de la actual Vipava (Eslovenia), en los primeros días de septiembre.

## La batalla
Teodosio atacó casi inmediatamente, sin haber emprendido ningún reconocimiento previo del campo de batalla. Confió a sus aliados godos el primer ataque, quizás esperando diezmar sus filas y disminuir su amenaza potencial para el imperio. El terrible ataque del ejército oriental causó un gran número de bajas en ambos ejércitos, entre ellas, el general ibérico (del reino de Iberia caucásica, la futura Georgia) Bacurio, comandante de Teodosio. 
El final del día vio cómo Eugenio seguía la defensa de sus tropas en su posición, mientras que Arbogastes enviaba destacamentos para cerrar los pasos de la montaña detrás de las fuerzas de Teodosio. 
Después de una expectante noche, Teodosio fue animado por las noticias de que los hombres que Arbogastes había enviado para rodearlo en el valle previsto se habían unido a él. Animados por este episodio favorable, las fuerzas de Teodosio atacaron de nuevo. Al mismo tiempo hubo una feroz tempestad, al parecer corriente en la región, que sopló a lo largo del valle oriental. Los fuertes vientos llevaron nubes de polvo a las caras de las tropas occidentales. Cegados por los vientos, las líneas de Arbogastes se rompieron y Teodosio obtuvo la victoria decisiva como había profetizado el monje egipcio. 
Después de la batalla, Eugenio fue capturado y traído ante el emperador. Sus súplicas de misericordia fueron rechazadas y lo decapitaron. Arbogastes escapó de la derrota y huyó a las montañas, pero después de algunos días, concluyó su huida con el suicidio.

## Consecuencias
Fue una victoria costosa pero total para Teodosio y, en consecuencia, las provincias occidentales se le sometieron rápidamente y se convirtió en el último emperador de un imperio unido. 
La batalla es igual de importante que la batalla del Puente Milvio, porque fue vista como una victoria en una guerra civil y además como una justificación del cristianismo para consolidarse. Tras esta batalla, una generación de las familias paganas de la élite romana dejó de oponer cualquier tipo resistencia contra el cristianismo.
Desafortunadamente, la batalla también aceleró el derrumbamiento del ejército romano en el oeste. Las pérdidas en la batalla de Frígido sumadas a los anteriores enfrentamientos civiles destrozaron aún más las legiones occidentales, cuya tarea de defender el imperio de los invasores bárbaros era mucho más ardua que las del este. Este descenso del número de soldados significó un aumento de la confianza del Imperio occidental en los mercenarios bárbaros empleados como foederati, es decir, bárbaros que por el Edicto de Caracalla recibían la ciudadanía romana y tierras, ya que debido a los hunos, muchos pueblos se habían desplazado de sus zonas de origen, y probaron a menudo no ser demasiado fiables.